# Nadleśnictwo Olesno
Nadleśnictwo Olesno – jednostka organizacyjna Lasów Państwowych, podległa Regionalnej Dyrekcji Lasów Państwowych w Katowicach. Położone jest w województwie opolskim z siedzibą w Oleśnie. Ma powierzchnię 20 182 ha.

## Położenie
Nadleśnictwo Olesno położone jest na terenie trzech powiatów: oleskiego, kluczborskiego i opolskiego. Obejmuje swym zasięgiem teren 8 gmin. Północna część nadleśnictwa znajduje się na powierzchni regionu Wyżyny Śląsko-Krakowskiej, natomiast południowa na Nizinie Śląskiej. Nadleśnictwo Olesko położone jest w mezoregionach: Równiny Opolskiej, Progu Herbskiego oraz Obniżenia Krzepickiego. Graniczy ono z nadleśnictwami: Kluczbork, Turawa, Opole, Lubliniec, Herby i Wieluń (RDLP w Łodzi).

## Leśnictwa
Nadleśnictwo Olesno ma trzy obręby leśne: Olesno, Zębowice i Szumirad. Posiada 13 leśnictw.
| Obręb    | Leśnictwa                                              |
| -------- | ------------------------------------------------------ |
| Olesno   | Boroszów, Grodzisko, Radłów, Siedem Źródeł, Sternalice |
| Zębowice | Chudoba, Leśna, Osiecko, Pruszków                      |
| Szumirad | Ligota Turawska, Radawka, Szumirad, Trzebiszyn         |

## Warunki geograficzno-przyrodnicze
Nadleśnictwo położone jest w V Śląskiej Krainie Przyrodniczo-Leśnej, w Dzielnicy Równiny Opolskiej. Nadleśnictwo leży w mezoregionie przyrodniczo-leśnym Borów Stobrawskich.

## Drzewostan
Gatunkiem dominującym w nadleśnictwie jest sosna.

## Ochrona przyrody

### Rezerwaty Przyrody
- Smolnik, rezerwat florystyczny, położony w leśnictwie Trzebiszyn, został utworzony w celu ochrony ekosystemu, lasów oraz torfowisk nad zbiornikiem wodnym we wsi Szumirad[6][7].
- Kamieniec, rezerwat florystyczny, położony w leśnictwie Chudoba, został utworzony w celu ochrony cennych torfowisk, zbiorowisk leśnych i wodnych[6][7].

### Obszary Natura 2000
- OZW Szumirad (PLH160020), w ochronie głównie lasy łęgowe, bory, torfowiska, lasy bagienne[7].

### Obszary Chronionego Krajobrazu
- OCHK Lasy Stobrawsko-Turawskie[7]

### Zespoły Przyrodniczo-Krajobrazowe
- ZPK Duży Park[7]
- ZPK Pradolina i Źródliska Rzeki Stobrawa[7]

Nadleśnictwo posiada również 17 użytków ekologicznych.